# Cryphoeca
Genre
Cryphoeca est un genre d'araignées aranéomorphes de la famille des Cybaeidae.

## Distribution
Les espèces de ce genre se rencontrent en zone holarctique.

## Liste des espèces
Selon World Spider Catalog (version 18.5, 14/11/2017) :
- Cryphoeca angularis Saito, 1934
- Cryphoeca brignolii Thaler, 1980
- Cryphoeca carpathica Herman, 1879
- Cryphoeca exlineae Roth, 1988
- Cryphoeca lichenum L. Koch, 1876
- Cryphoeca montana Emerton, 1909
- Cryphoeca nivalis Schenkel, 1919
- Cryphoeca pirini (Drensky, 1921)
- Cryphoeca shingoi Ono, 2007
- Cryphoeca shinkaii Ono, 2007
- Cryphoeca silvicola (C. L. Koch, 1834)
- Cryphoeca thaleri Wunderlich, 1995

## Publication originale
- Thorell, 1870 : On European spiders. Nova Acta Regiae Societatis Scientiarum Upsaliensis, sér. 3, vol. 7, p. 109-242 (texte intégral).